# Ivan Taranov
Ivan Taranov (Russisch: Ива́н Тара́нов) (Toljatti, 30 oktober 1994) is een Russisch autocoureur.

## Carrière

### Karting
Taranov begon zijn autosportcarrière in het karting in 2010 op de relatief late leeftijd van vijftien jaar. Dat jaar eindigde hij als achtste in de Daytona Max Lightweight Sprint Series.

### Formule Renault
In 2011 maakte Taranov de overstap naar de eenzitters, waarbij hij deelnam aan de Formule Renault BARC voor het team Daytona Motorsport. Hij eindigde het seizoen als veertiende, waarbij hij in tien van de twaalf races de finish wist te bereiken met twee tiende plaatsen als beste resultaat.
In 2012 bleef Taranov rijden in het kampioenschap, maar stapte over naar het team Antel Motorsport. Hij verbeterde zichzelf naar de tiende plaats in het kampioenschap met een overstap naar Scorpio Motorsport in het laatste raceweekend op Silverstone, waar hij met een vierde plaats zijn beste resultaat behaalde. Tevens nam hij voor Core Motorsport deel aan het winterkampioenschap, dat hij als achtste afsloot.
In 2013 bleef Taranov voor Scorpio rijden in het kampioenschap, wat haar naam had veranderd naar de Protyre Formule Renault. Hij moest de raceweekenden op het Croft Circuit en de Rockingham Motor Speedway missen door problemen met zijn budget, maar keerde in het laatste weekend op Silverstone terug, waar hij zijn eerste twee overwinningen behaalde in het kampioenschap. Hierdoor eindigde hij alsnog als twaalfde in het kampioenschap. Ook nam hij deel aan twee raceweekenden in de Formule Renault 2.0 Alps voor het team Tech 1 Racing. Hier wist hij echter geen punten te scoren, waardoor hij als 34e in het kampioenschap geklasseerd werd.

### GP3 Series
In 2014 stapt Taranov over naar de GP3 Series, waar hij gaat rijden voor het team Hilmer Motorsport, dat gesteund wordt door het Formule 1-team Force India.